# 葉卡捷琳堡地鐵
葉卡捷琳堡地鐵是俄羅斯城市葉卡捷琳堡的地鐵系統。葉卡捷琳堡地鐵開通於1991年4月26日，全長12.7公里，共設有9個車站。葉卡捷琳堡是俄羅斯第六個地鐵系统，也是前蘇聯第13個地鐵系统。2012年，葉卡捷琳堡地圖平均每天有13萬人乘坐。葉卡捷琳堡計劃在未來興建新的兩條地鐵線路。

## 历史
葉卡捷琳堡是俄羅斯烏拉經濟地區的政治、经济中心，1960年代关于葉卡捷琳堡地鐵建设的讨论开始出现，之后葉卡捷琳堡规划了苏联式三线三角相交布局的地鐵网络。1975年地鐵建设获批，并对开始沿线地质的钻探研究。
1980年葉卡捷琳堡地鐵开始建设，葉卡捷琳堡地鐵原本計劃於1990年開通，之后还计划提前至1989年，但是最后两者都未能实现，建设工人不足是主要原因。
1991年4月27日葉卡捷琳堡地鐵开通，最初線路全長只有2.8公里，3个车站，因此客流極少，直到1992年乌拉尔站開通後，情況才有所改善。然而1991年蘇聯解體后俄羅斯私有化導致的財政困難導致工程難以推展，在2002年地质学站开通后，葉卡捷琳堡地鐵建设停滞，直到2011年才又延长至植物学站，2012年开通契卡洛夫斯卡亞站。

## 路线

### 營運路線
| # | 名稱  | 開通年份 | 最近延伸 | 兩端車站            | 長度 (km) | 車站總數 |
| - | ----- | -------- | -------- | ------------------- | --------- | -------- |
| 1 | 1號線 | 1991     | 2012     | 宇航员大道 - 植物学 | 12.7      | 9        |

### 未来计划

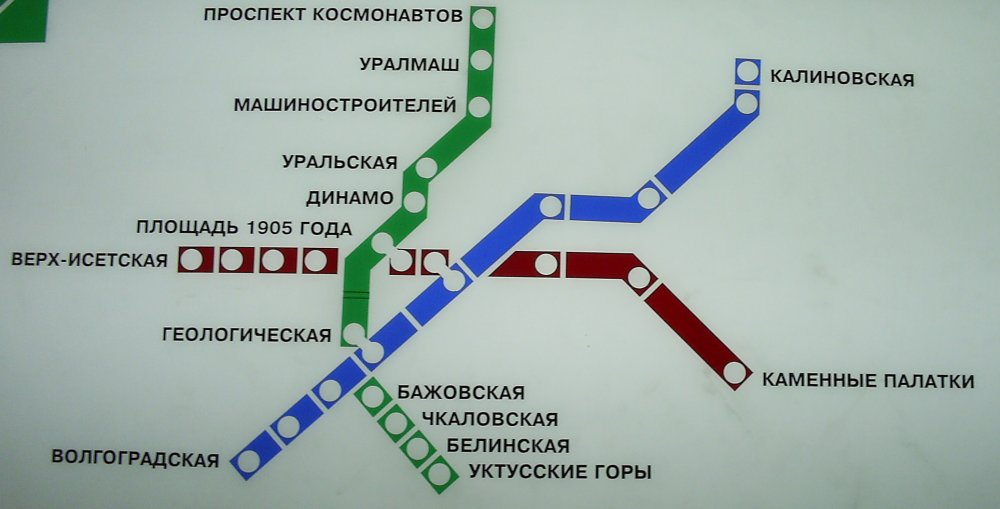
葉卡捷琳堡地鐵规划图

葉卡捷琳堡规划了苏联式三线三角相交布局的地鐵网络。其中1号线原计划已经完工，曾有提议在1号线的车辆段新增1个车站，虽然该提议不需要新建隧道、轨道，但地铁当局表示在技术层面该提议是不可能的。2022年葉卡捷琳堡透露1号线的北端计划延长1站，站点将设置在葉卡捷琳堡的购物中心附近。
除1号线外，葉卡捷琳堡计划建设2号线，2号线预计为东西走向，在2011年计划路线全长4.5公里、设置4个车站。但是该項目僅進行了前期開發，动工時間一再推迟，葉卡捷琳堡始终未能获得资金投入2号线建设。至于3号线计划为东北--西南走向，该路线属于长期计划。

## 车辆
葉卡捷琳堡地鐵最初使用地鐵車輛機械製造廠 (OAO)製造的81-717.5/714.5列车运营。2011年路线延长时购入改进的81-717.5M/714.5M列车，2019年又购入新型列车81-717.6/714.6列车运营。不同型号的列车可以混合编组运行。

## 运营資訊
葉卡捷琳堡地鐵于每日6：00到隔日0：00运营，列车0：30左右抵达终点站。葉卡捷琳堡地鐵列车的班距于高峰时段为5分钟，其余时段最多11分钟。